# 日本記録メディア工業会
一般社団法人日本記録メディア工業会（しゃだんほうじんにほんきろくめでぃあこうぎょうかい、JAPAN RECORDING-MEDIA INDUSTRIES ASSOCIATION、JRIA）は、電子媒体に関する業界団体。所在地は東京都港区。2013年3月14日に、同月31日に解散すると発表され、予定通り解散した。

## 沿革
- 1953年 -「磁気録音テープ工業会」として設立。初代理事長は盛田昭夫（当時、東京通信工業（現・ソニー）の専務）
- 1959年 -「磁気テープ工業会」に名称変更
- 1988年 -「社団法人 日本磁気メディア工業会」に名称変更
- 1993年 -「社団法人 日本記録メディア工業会」に名称変更
- 1998年 - 会長に森下洋一（当時、松下電器産業（現・パナソニック）の社長）が就任
- 2000年 - 会長に出井伸之（当時、ソニーの会長兼CEO）が就任
- 2010年 - 公益法人制度改革に伴い、11月1日より一般社団法人となる。
- 2011年 - 会長に津賀一宏（当時、パナソニックの代表取締役専務及びAVCネットワークスの社長）が就任
- 2013年3月31日 - 目的達成と市場の変化により解散

## 対象製品
- 光ディスク
- 光磁気ディスク
- オーディオテープ
- ビデオテープ
- 磁気ディスク
- メモリーカード

## 会員
2013年3月28日時点
正会員
- ソニー、ソニーマーケティング
- 太陽誘電、スタート・ラボ
- TDK
- 日立マクセル
- パナソニック
- 三菱化学メディア

賛助会員
- アイエスジェイ
- アドバンスドテクノロジー
- アルメディオ
- 稲畑産業
- イメーション
- オージッド
- オリジン電気
- 帝国インキ製造
- DIC
- 帝人化成
- 帝人デュポンフィルム
- 東レ
- DOWAエレクトロニクス
- 中谷産業
- 日本化薬
- パルステック工業
- ビクターアドバンストメディア
- 富士尾産
- 富士フイルム
- マイクロボード・テクノロジー
- 三菱エンジニアリングプラスチックス
- 三菱マテリアル
- メモリーテック
- RiTEK
- ラディウス
- 電子情報技術産業協会